# Chefe do Estado-Maior do Exército dos Estados Unidos

A bandeira do chefe de gabinete.

O Chefe do Estado Maior do Exército dos Estados Unidos (em inglês : Chief of Staff of United States Army, CSA) é o oficial geral do Exército dos Estados Unidos responsável por garantir a preparação e a prontidão do exército. Como os outros Chefes de Serviço das Forças Armadas Americanas, ele não possui autoridade de comando operacional. Portanto, ele se reporta apenas ao Secretário do Exército dos Estados Unidos e ao Congresso. Suas funções incluem a tarefa de elaborar orçamentos, promover investigações, se necessário, ou de ser solicitado e presidir o Estado-Maior do Exército. O Chefe do Estado Maior do Exército dos EUA deve, portanto, ser nomeado pelo Presidente dos Estados Unidos e subsequentemente confirmado pela maioria do Senado.

## Lista cronológica

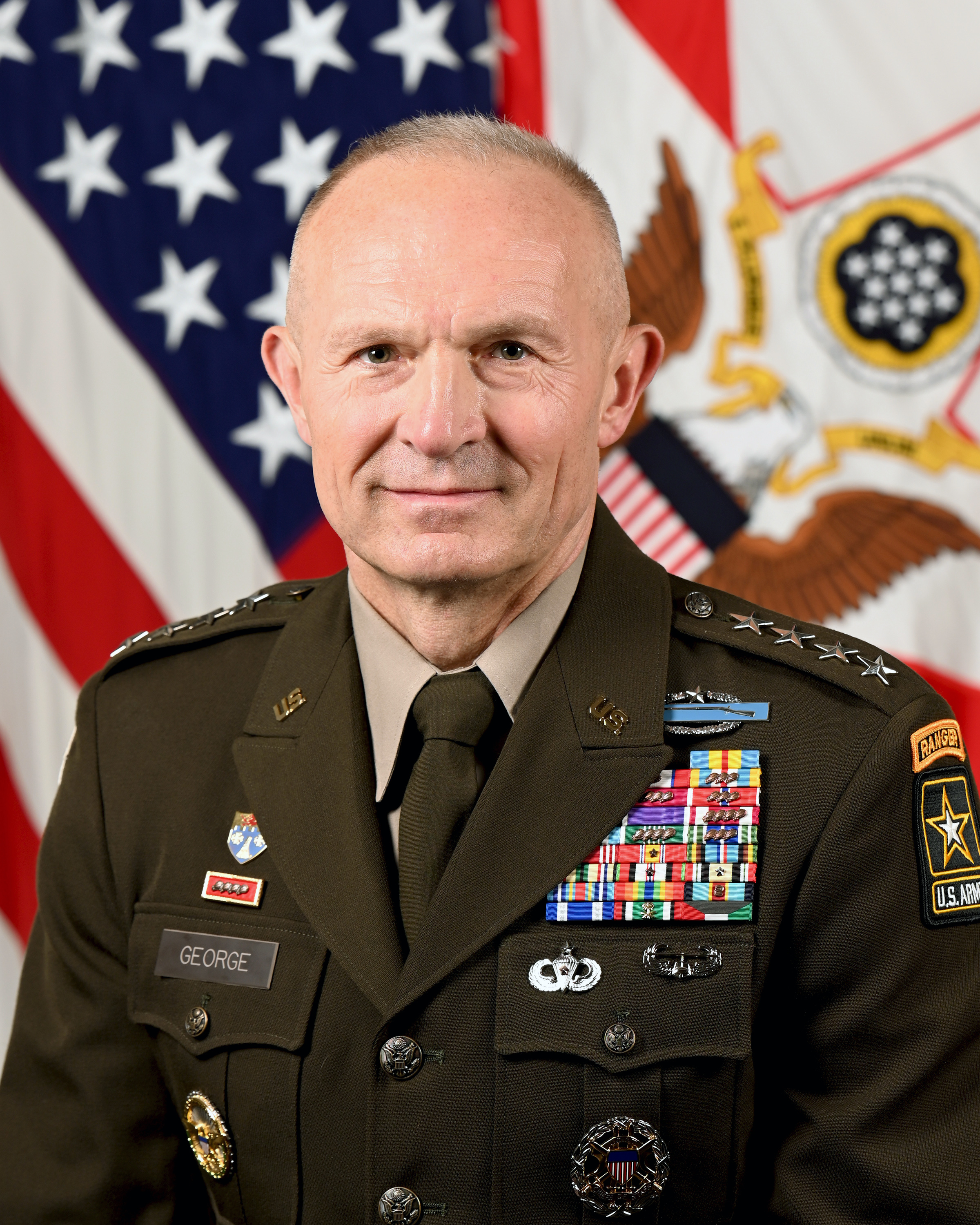
O general Randy A. George, atual Chefe do Estado-maior do exército.

|     | Primeiro nome                | Início do mandato                                                        | Fim do mandato         |
| --- | ---------------------------- | ------------------------------------------------------------------------ | ---------------------- |
| 1   | LTG Samuel BM Young          | 15 de agosto de 1903                                                     | 8 de janeiro de 1904   |
| 2   | LTG Adna R. Chaffee          | 19 de agosto de 1904                                                     | 14 de janeiro de 1906  |
| 3   | LTG John C. Bates            | 15 de janeiro de 1906                                                    | 13 de abril de 1906    |
| 4   | MG J. Franklin Bell          | 14 de abril de 1906                                                      | 21 de abril de 1910    |
| 5   | MG Leonard Wood              | 22 de abril de 1910                                                      | 21 de abril de 1914    |
| 6   | MG William W. Wotherspoon    | 22 de abril de 1914                                                      | 16 de novembro de 1914 |
| 7   | BG / MG Hugh L. Scott        | 17 de novembro de 1914                                                   | 22 de setembro de 1917 |
| 8   | GEN Tasker H. Bliss          | 23 de setembro de 1917                                                   | 19 de maio de 1918     |
| 9   | GEN Peyton C. March          | 20 de maio de 1918                                                       | 30 de junho de 1921    |
| 10  | GEN John J. Pershing         | 1 de julho de 1921                                                       | 13 de setembro de 1924 |
| 11  | GEN John L. Hines            | 14 de setembro de 1924                                                   | 20 de novembro de 1926 |
| 12  | GEN Charles P. Summerall     | 21 de novembro de 1926                                                   | 20 de novembro de 1930 |
| 13  | GEN Douglas MacArthur        | 21 de novembro de 1930                                                   | 1 de outubro de 1935   |
| 14  | GEN Malin Craig              | 2 de outubro de 1935                                                     | 31 de agosto de 1939   |
| 15  | GA George C. Marshall        | 1 de setembro de 1939                                                    | 18 de novembro de 1945 |
| 16  | GA Dwight D. Eisenhower      | 19 de novembro de 1945                                                   | 6 de fevereiro de 1948 |
| 17  | GEN Omar N. Bradley          | 7 de fevereiro de 1948                                                   | 15 de agosto de 1949   |
| 18  | GEN J. Lawton Collins        | 16 de agosto de 1949                                                     | 14 de agosto de 1953   |
| 19  | GEN Matthew B. Ridgway       | 15 de agosto de 1953                                                     | 29 de junho de 1955    |
| 20  | GEN Maxwell D. Taylor        | 30 de junho de 1955                                                      | 30 de junho de 1959    |
| 21  | GEN Lyman L. Lemnitzer       | 1 de julho de 1959                                                       | 30 de setembro de 1960 |
| 22  | GEN George H. Decker         | 1 de outubro de 1960                                                     | 30 de setembro de 1962 |
| 23  | GEN Earle G. Wheeler         | 1 de outubro de 1962                                                     | 2 de julho de 1964     |
| 24  | GEN Harold K. Johnson        | 3 de julho de 1964                                                       | 2 de julho de 1968     |
| 25  | GEN William C. Westmoreland  | 3 de julho de 1968                                                       | 30 de junho de 1972    |
| 26  | GEN Bruce Palmer, Jr.        | 1 de julho de 1972                                                       | 11 de outubro de 1972  |
| 27  | GEN Creighton W. Abrams      | 12 de outubro de 1972                                                    | 4 de setembro de 1974  |
| 28. | GEN Frederick C. Weyand      | 3 de outubro de 1974                                                     | 30 de setembro de 1976 |
| 29  | GEN Bernard W. Rogers        | 1 de outubro de 1976                                                     | 21 de junho de 1979    |
| 30  | GEN Edward C. Meyer          | 22 de junho de 1979                                                      | 21 de junho de 1983    |
| 31  | GEN John A. Wickham, Jr.     | 23 de julho de 1983                                                      | 23 de junho de 1987    |
| 32. | GEN Carl E. Eles querem      | 23 de junho de 1987                                                      | 21 de junho de 1991    |
| 33  | GEN Gordon R. Sullivan       | 21 de junho de 1991                                                      | 20 de junho de 1995    |
| 34  | GEN Dennis J. Reimer         | 20 de junho de 1995                                                      | 21 de junho de 1999    |
| 35  | GEN Eric K. Shinseki         | 21 de junho de 1999                                                      | 11 de junho de 2003    |
| 36. | GEN Peter J. Schoomaker      | 1 de agosto de 2003                                                      | 10 de abril de 2007    |
| 37. | GEN George William Casey Jr. | 10 de abril de 2007                                                      | 10 de abril de 2011    |
| 38. | GEN Martin E. Dempsey        | 11 de abril de 2011                                                      | 7 de setembro de 2011  |
| 38  | GEN Raymond T. Odierno       | 7 de setembro de 2011                                                    | 14 de agosto de 2015   |
| 39. | GEN Mark A. Milley           | 14 de agosto de 2015                                                     | 9 de agosto de 2019    |
| 40. | GEN James C. McConville      | 9 de agosto de 2019                                                      | 4 de agosto de 2023    |
| 41. | GEN Randy A. George          | 4 de agosto de 2023 (interino) 21 de setembro de 2023 (forma permanente) | presente               |